# Красна Дубрава (Дмитрієвський район)
Красна Дубрава (рос. Красная Дубрава) — селище в Дмитрієвському районі Курської області Російської Федерації.
Населення становить 317 осіб. Входить до складу муніципального утворення Новопершинська сільрада.

## Історія
Населений пункт розташований на території українського етнічного та культурного краю Східна Слобожанщина.
Від 2004 року входить до складу муніципального утворення Новопершинська сільрада.

## Населення
| 2002 | 2010 |
| ---- | ---- |
| 368  | ↘317 |